# تبصرة

التبصرة لغة هي ما يحمل على العلم بالشيء واستبانته. وتأتي في اصطلاح المؤلفين والمصنفين بمعنيين متضارعين: بمعنى ما يجعل في الكتاب من حواش لتوضيحه والحمل على التأمل فيه. وبمعنى أشمل وهو كل ما يجعل للتعليق على مؤلف من المؤلفات ووصفه.